# Filobatický a oknofilický přístup
Filobatický a oknofilický přístup jsou pojmy, které zavedl psychoanalytik Michael Balint. Jakmile kojenec podle Balinta objeví existenci objektů mimo sebe, může začít pociťovat úzkost. Podle Balinta existují dvě obranné strategie, které může kojenec zvolit, a které dle svých dispozic vždy volí. Oknofilický přístup znamená, že se kojenec brání úzkosti tím, že si nově se objevující objekty zamilovává nebo se na nich stává závislým. Kojenec volící filobatický přístup nové objekty nemiluje, ale snižuje úzkost tím, že si vytváří láskyplný a oceňující vztah především ke svým vlastním dovednostem (recepce, rozlišování, první analýza). Oknofilik a filobatik si své charakteristiky nejspíše uchovají i v dospělosti, oknofilik bude zaměřen na vztahy, filobatik na vlastní výkony.